# Edward Johnston Alexander
Edward Johnston Alexander (31 de julio de 1901 – 18 de agosto de 1985) fue un botánico estadounidense que descubrió tres especies y un género, pero solo uno de ellos nombró. Era aborigen de Asheville, North Carolina y estudió en la Universidad de Carolina del Norte en Chapel Hill desde 1919 a 1923, aunque no pudo graduarse. Fue asistente por un largo tiempo y curador del New York Botanical Garden, originalmente bajo la guía de John Kunkel Small.
Alexander emprendió varias expediciones botánicas en su vida, incluyendo a Pecos, Texas con John Kunkel Small; y a los Apalaches sureños y las Rocallosas con Thomas Henry Everett. Su expedición más exitosa fue hasta el sur de México desde 1944 a 1945. En esa expedición, recolectó cerca de 1.600 especímenes y 1.000 semillas y raíces tanto para el herbario como para los viveros de propagación en el New York Botanical Garden.
Falleció de una breve enfermedad en 1985. Nunca se había casado.

## Descubrimiento de plantas
- Epidendrum hartii[2]
- Mucuna[2]
- Mucuna urens[2]
- Nopalxochia ackermannii candida[2]

## Obra
- The Flora of the Unicorn Tapestries. Ed. Museum of Modern Art, 27 pp. 1957
- Compositae -- Heliantheae -- Coreopsidinae. North American flora 2. Con Earl Edward Sherff. Ed. New York Botanical Garden, 190 pp. 1955
- Succulent Plants of New and Old World Deserts. Ed.	New York Botanical Garden, 64 pp. 1942
- Check-list of Plants in the Unicorn Tapestries. Con Carol H. Woodward. Ed. New York Botanical Garden. 7 pp. 1941
- The New York Botanical Garden. Trees-Shrubs. 73 pp.
- List of Seeds Distributed to Subscribers of the Southern Appalachian Expedition of the New York Botanical Garden 1933
- Compositae - Heliantheae - Coreopsidinae
- Xyridales. North American flora. Con Albert Charles Smith, Lyman Bradford Smith, Gustaf Oskar Andersson Malme, Harold Norman Moldenke. Ed. New York Botanical Garden, 60 pp. 1937
- North American Flora. Series II: Part 2: Compositae. Heliantheae. Coreopsidinae
- Report of the Southern Appalachian Expedition. 1934
- Family Compositae, Tribe Heliantheae, Subtribe Coreopsidinae[5]
- List of Seeds Distributed to Subscribers of the Southern Appalachian Expedition of the New York Botanical Garden 1933. Con Thomas H. Everett. Ed. New York Botanical Garden. 32 pp.
- Native Ferns in the New York Botanical Grden (illustrated): A Guide for the Botanist and Naturalist. Con John Kunkel Small. 130 pp. 1933
- Basic Data on the Economy of Uganda. Overseas business repts. Con T. C. Colwell. Ed. U.S. Dept. of Commerce, Bureau of International Commerce, 17 pp. 1966

- La abreviatura «Alexander» se emplea para indicar a Edward Johnston Alexander como autoridad en la descripción y clasificación científica de los vegetales.[6]